# AIX
AIX (Advanced Interactive eXecutive) ist ein Unix-Betriebssystem des Unternehmens IBM und für den Einsatz in Serversystemen beziehungsweise in Workstations ausgerichtet.

## Geschichte
Die erste Version von AIX erschien im Jahr 1986. AIX wurde früher unter anderem für IBM PS/2, IBM RT, IBM RS/6000, IBM PC Power Series, Motorola PowerStack sowie Apple Network Server angeboten. Aktuelle AIX-Versionen unterstützen nur noch Power- und PowerPC-basierte Hardware von IBM (pSeries beziehungsweise RS/6000) und Bull (Escala).
Ab der Version 4.3 wird auch die Ausführung von GNU/Linux-Programmen wie GIMP, KDE, Gnome und GCC unterstützt, aber auch unter älteren Versionen wie AIX 3.x, 4.1 oder 4.2 war es im Allgemeinen möglich, damalige GNU-Programme zu übersetzen und zu verwenden. Mit der Version AIX5L wurde die Unterstützung auch durch das „L“ im Namen deutlich gemacht.
AIX (ab Version 5.2L) unterstützt das dynamische Repartitionieren, das heißt, dass bei Verwendung von LPAR-fähiger Hardware dem laufenden Betriebssystem Prozessoren, Speicher und I/O-Adapter hinzugefügt oder entzogen werden können. Ein Neustart ist nicht notwendig.
2004 wurde die Version 5.3 eingeführt, die auf IBM eServer p5 unterstützt wird und Virtualisierung und Micropartitionierung ermöglicht. Weitere Neuerungen betreffen SMT-Unterstützung, „workload management“ und ein neues „accounting system“. Seit dieser Version ist es auch möglich, AIX in einer Shell auf der IBM iSeries neben i5/OS und Linux zu betreiben.
AIX 6.1 kam im November 2007 zur Auslieferung. Für diese Version gab es erstmals in der Geschichte von AIX ein „open-beta“-Programm, an dem jedermann teilnehmen konnte. Neben der Unterstützung von neuester Hardware bringt AIX 6.1 vor allem zusätzliche Virtualisierungs-Features wie Workload Partitions, Application- und Partition-Mobility, sowie eine ganze Reihe von neuen Sicherheits-Funktionen mit (Enhanced RBAC, Encrypted File System, Trusted AIX und Trusted Execution etc.).
Das plakative „L“ für die Linux-Affinität wurde mit Version 6 wieder aus dem Produktnamen entfernt. Man will damit den großen Sprung von v5r3 auf v6r1 verdeutlichen (viele neue Features, den Bruch mit dem 32-Bit-Kernel), die Harmonisierung mit den Power6-Prozessoren darstellen und die Ängste der Kunden ob der Zukunft von AIX in Koexistenz mit Linux ausräumen.

## Merkmale
AIX5L bietet keine Binärkompatibilität zu Linux (auch nicht zu PPC-Linux), sondern eine Quelltextkompatibilität. Durch native Unterstützung der Linux-Bibliotheken und Programmierschnittstellen können GNU-/Linux-Programme nach einmaligem Rekompilieren als native AIX-Programme ausgeführt werden. IBM selbst bietet die populärsten GNU-/Linux-Programme als vorkompilierte RPMs für AIX in der „AIX Toolbox for Linux Applications“ an.
AIX beinhaltet einen leistungsfähigen Logical Volume Manager, JFS- und JFS2-Dateisysteme, einen integrierten Workload Manager und viele andere Eigenschaften, die in anderen kommerziellen Unix-Systemen eher als kostenpflichtige Erweiterungen angeboten werden. Das Tool mksysb ermöglicht (ähnlich wie make_tape_recovery aus dem HP-UX-Paket Ignite-UX) eine komfortable und bootfähige Systemsicherung.
Seit AIX 3 kann das System über das System Management Interface Tool (smit) verwaltet werden. Statt direkt Kommandozeilen-Befehle einzugeben, wird über eine menügesteuerte Oberfläche gearbeitet, die die entsprechenden Kommandos mit Parametern generiert und ausführt. Es stehen zwei Versionen zur Verfügung: smit (X-Window-basierend) und smitty (auf der Kommandozeile, das Wort setzt sich zusammen aus „Smit“ und „tty“); beide verfügen über identische Möglichkeiten. Die Aktionen werden protokolliert (smit.log) und die ausgeführten Kommandos zusätzlich geschrieben (smit.script). Somit kann man die generierten Kommandos in eigene Skripte übernehmen.

## Versionen

### IBM PS/2
Für den IBM PC/XT und PC/AT waren zuvor die Unix-Derivate PC/IX und Xenix verfügbar.
| Datum      | Version | Anmerkungen / Unterstützte Architekturen |
| ---------- | ------- | ---------------------------------------- |
| April 1988 | 1.0     | AIX PS/2 Operating System                |
| April 1989 | 1.1     | AIX PS/2 Operating System Version 1.1    |
| März 1990  | 1.2     | AIX PS/2 Operating System Version 1.2    |
| März 1991  | 1.2.1   | AIX PS/2 Operating System Version 1.2.1  |
| März 1993  | 1.3     |                                          |

### IBM RT 6150
AIX/RT
| Datum            | Version | Anmerkungen/Unterstützte Architekturen      |
| ---------------- | ------- | ------------------------------------------- |
| Mai 1986         | 1.0     | erste Version für IBM RT 6150               |
| September 1986   | 1.1     | Unterstützung für Shared Libraries          |
| 17. Februar 1987 | 2.1     | Version für IBM RT Modelle 115, 125 und B25 |
| 2. Dezember 1988 | 2.2.1   | letzte Version für IBM RT 6150              |

### Power, PowerPC
AIX/6000
| Datum              | Version       | Anmerkungen/Unterstützte Architekturen         |
| ------------------ | ------------- | ---------------------------------------------- |
| 1990               | 3.1           | erste Version für RS/6000                      |
| 1991               | 3.1.5         |                                                |
| Januar 1992        | 3.2           |                                                |
| April 1992         | 3.2.1         | Diskless-Unterstützung                         |
| Juni 1992          | 3.2.2         | Installation auch von CD-ROM                   |
| Oktober 1992       | 3.2.3         | Verbesserte Unterstützung asiatischer Sprachen |
| September 1993     | 3.2.5         | Unterstützung für PowerPC und Power2           |
| März 1994          | 3.2.5 for N40 | Spezielle Version für RS/6000 Model N40        |
| Juli 1994          | 4.1           | NIM                                            |
| Ende 1994          | 4.1.1         |                                                |
| Juni 1995          | 4.1.3         | DCE-Unterstützung                              |
| Oktober 1995       | 4.1.4         | AIX Connection, CHRP                           |
| April 1996         | 4.2           | Unterstützung für große Dateien, Bonus-Pakete  |
| April 1997         | 4.2.1         | NFS Version 3, POP3, IMAP4                     |
| 31. Oktober 1997   | 4.3           | 64-bit POWER, SMP                              |
| 24. April 1998     | 4.3.1         |                                                |
| 23. Oktober 1998   | 4.3.2         | AIX NetServer                                  |
| 17. September 1999 | 4.3.3         | NIS+                                           |
| 4. Mai 2001        | 5L 5.1        | Linux                                          |
| 18. Oktober 2002   | 5L 5.2        |                                                |
| 13. August 2004    | 5L 5.3        | NFS Version 4                                  |
| 9. November 2007   | 6.1           |                                                |
| 10. September 2010 | 7.1           |                                                |
| 5. Oktober 2015    | 7.2           |                                                |
| 10. Dezember 2021  | 7.3           | [ 9 ]                                          |